# Volodiivți, Cernivți
Volodiivți (în ucraineană Володіївці) este localitatea de reședință a comunei Volodiivți din raionul Cernivți, regiunea Vinnița, Ucraina.

## Demografie
Componența lingvistică a localității Volodiivți
     Ucraineană (99,23%)
     Alte limbi (0,77%)
Conform recensământului din 2001, majoritatea populației localității Volodiivți era vorbitoare de ucraineană (99,23%), existând în minoritate și vorbitori de alte limbi.